# 穆西南
穆西南（1940年10月—），男，汉族，江苏丰县人，中国古生物学家，曾任中国科学院南京地质古生物研究所所长、研究员，南京市政协副主席，第九、十届全国人大代表。

## 家庭
父亲穆恩之。